# Antígua e Barbuda nos Jogos Olímpicos da Juventude
Antígua e Barbuda participou nos Jogos Olímpicos da Juventude na sua primeira edição (Verão de 2010). Entre Verão e Inverno, foi a única participação antiguana até hoje. Antígua e Barbuda é um dos países sem qualquer medalha nas Olimpíadas da Juventude.